# Văvălucile, Buzău
Văvălucile este un sat în comuna Bozioru din județul Buzău, Muntenia, România. Se află în zona de munte.